# 야타고촌
야타고촌(矢田郷村)은 이시카와현 가시마군에 있던 촌이다. 현재의 나나오시에 해당한다.

## 역사
- 1889년 4월 1일 - 정촌제 시행에 의해 가시마군 야타고촌이 성립하였다.
- 1939년 7월 20일 - 나나오정, 히가시미나토촌, 도쿠다촌, 니시미나토촌, 이시자키촌,와쿠라정의 일부와 합병해 나나오시가 성립하였다.

## 교통

### 철도
현재는 구촌에 일본국유철도 나나오선이 지나가지만 역은 소재하지 않았다.

## 참고문헌
- 角川日本地名大辞典 17 石川県